# Edison (Nebraska)
Edison je selo u američkoj saveznoj državi Nebraska. Prema popisu stanovništva iz 2010. u njemu je živjelo 133 stanovnika.